# 1 januari
1 januari är den 1:a dagen på året i den gregorianska kalendern. Det återstår 364 dagar av året (365 under skottår).

## Återkommande bemärkelsedagar

### Helgdagar
- Nyårsdagen firas av de av världens länder som använder den gregorianska kalendern

### Högtider
- Maria, Guds moders högtid

### Nationaldagar
- Haiti (till minne av självständigheten från Frankrike 1804)
- Sudan (till minne av självständigheten från Storbritannien 1956)

### Flaggdagar
- Kuba: Triunfo de la Revolución
- Italien: Konstitutionsdagen
- Litauen: Flaggans dag
- Taiwan: Republikens dag

### Övrigt
- Emancipationsdagen
- Public domain day
- Gemensam namnsdag[1]

## Namnsdagar

### I den svenska almanackan[2]
Den 1 januari är gemensam namnsdag för alla namn som inte finns med i namnlängden.
- Nuvarande – Nyårsdagen
- Föregående i bokstavsordning
  - Nyårsdagen – Denna dag har aldrig haft något personnamn i den svenska almanackan, utan har sedan gammalt endast haft benämningen Nyårsdagen, vilket inte har ändrats.
- Föregående i kronologisk ordning
  - Före 1901 – Nyårsdagen
  - 1901–1985 – Nyårsdagen
  - 1986–1992 – Nyårsdagen
  - 1993–2000 – Nyårsdagen
  - Från 2001 – Nyårsdagen

### Finlandssvenska almanackan
- Nuvarande från 1964[3] – Nyårsdagen

- I föregående revideringar[a][4]
  - 1929–1963 – Nyårsdag

## Händelser

### Före 1900-talet
- 153 f.Kr. – Upproren i romerska republikens hispaniska provinser tvingar årets konsuler att ta över sina ämbeten tidigare än årets traditionella inledningsdatum, som är 15 mars, en förändring som blir permanent. Det anses att konsekvensen blir att 1 januari från och med nu blir den första dagen på det romerska året.
- 404 – De sista gladiatorspelen hålls i Rom. Anledningen är att det romerska riket nyligen har antagit kristendomen som statsreligion och därmed börjar förbjuda gamla romerska företeelser, som anses ”hedniska”, däribland gladiatorspel.
- 1438 – Den österrikiske hertigen Albrekt II, som har blivit kung av Ungern två veckor tidigare, kröns i Stuhlweißenburg, några mil från Budapest. Senare samma år väljs han till både kung av Böhmen och av Tyskland, men stupar i ett fälttåg mot osmanerna året därpå.
- 1501 – Ett antal svenska rådsherrar träffas för att "skydda Sverige mot kungens övervåld", vilket i klartext betyder att de tänker avsätta danske kung Hans som svensk regent. Sten Sture den äldre, Svante Nilsson (Sture) och Hemming Gadh är tre av de mest namnkunniga på mötet. Svenska rikets frihet från den danska kronan är därmed den deklarerade avsikten. Senare under året avsätts kungen och Sten Sture blir på nytt svensk riksföreståndare.
- 1559 – Vid Kristian III:s död efterträds han som kung av Danmark och Norge av sin son Fredrik II.
- 1719 – Sedan de svenska karolinersoldaterna i Trondheim, under Carl Gustaf Armfeldts befäl, har fått beskedet om Karl XII:s död en månad tidigare, inleder de en ödesdigra marsch för att återtåga till Sverige över fjällen, där många av dem fryser ihjäl i den kyla och snöstorm, som drabbar dem. De första soldaterna når byn Handöl i Jämtland den 3 januari, de sista den 13 januari.
- 1739 – En fransk forskningsexpedition ledd av Jean-Baptiste Charles Bouvet de Lozier upptäcker en ö utanför den antarktiska kontinenten, som efter honom får namnet Bouvetön.[5] På grund av packis kan man dock inte landstiga där. 1928 annekteras ön för Norges räkning av en norsk expedition, vars medlemmar blir de första människor som landstiger på ön.
- 1804 – Den franska kolonin Saint-Domingue, på västra delen av den västindiska ön Hispaniola, utropar sin självständighet från Frankrike, efter ett framgångsrikt slavuppror och antar namnet Ayiti (som betyder ”Jordens hem/moder” på ett av öns inhemska språk och ”Heligt land” på de afrikanska slavarnas). Frankrike erkänner dock inte självständigheten förrän 1825.
- 1855 – Telegrafnätet mellan Sveriges viktigaste städer står klart och förbinds samtidigt med det europeiska nätet genom en kabel under Öresund.
- 1869 – Hesslemeteoritens nedslag, första bevittnade meteoritnedslag i Sverige
- 1879 – Sverige inför normaltid, så att landets klockor ska visa samma tid oavsett var i landet man befinner sig. Tidigare har det var så mycket som 24 minuters tidsskillnad mellan de västligaste och östligaste delarna av landet, eftersom man har gått efter solens position på himlen. Den nya enhetliga tiden kallas också järnvägstid, eftersom järnvägens exakta tidtabeller är en av anledningarna till att den införs. Tidigare har man nämligen på varje station fått ha en klocka för tågens tider och en för den lokala tiden och även tabeller för hur avgångstiderna ska räknas om till lokal tid.
- 1892 – Immigrantstationen på ön Ellis Island i New Yorks inlopp öppnas för att ta emot invandrare till USA. Fram till dess att stationen stängs 1954 passerar 20 miljoner invandrare genom den, varav 12 miljoner släpps in i landet.

### 1900–1949
- 1901 – De brittiska kolonierna New South Wales, Queensland, South Australia, Tasmanien, Victoria och Western Australia slås samman och bildar Statsförbundet Australien,[6] som en självstyrande dominion inom det brittiska imperiet, då den lag om detta, som har antagits av det brittiska parlamentet året innan, träder i kraft. Den nya staten blir alltså i stort sett självständig från Storbritannien, men behåller ändå den brittiska monarken (då drottning Viktoria) som formellt statsöverhuvud, som representeras i landet av en generalguvernör, även om det blir den australiska premiärministern, som i praktiken leder landets styrelse.
- 1911 – Skånska Eslöv, som sedan 1875 har varit köping, då den bröts ut ur Västra Sallerups landskommun, eftersom den då började bli en betydande järnvägsknut, har nu vuxit tillräckligt för att få stadsprivilegium och därmed bli egen stad. Vid den svenska kommunreformen 1971 är orten också tillräckligt stor för att få bilda egen kommun.
- 1912 – Sedan det kinesiska kejsardömet har störtats året innan utropas Kina till republik. Kejsar Puyi abdikerar den 12 februari, men får formellt behålla sin kejsartitel fram till 1924, då han fördrivs från den Förbjudna staden.
- 1913 – Den svenska Socialstyrelsen börjar sin verksamhet, som innebär att vara förvaltningsmyndighet för frågor som rör hälso- och sjukvård i Sverige.
- 1914 – De brittiska protektoraten Norra och Södra Nigeriaprotektoratet slås samman och bildar Kolonin och protektoratet Nigeria.[7] De båda tidigare protektoraten har funnits sedan 1900, men slås nu samman, för att man bättre ska kunna koordinera ekonomin i området och försvaret mot tyskarna, eftersom den militära spänningen mellan Storbritannien och Tyskland blir allt skarpare (på sommaren samma år utbryter första världskriget, där Storbritannien och Tyskland står på motsatta sidor).
- 1925
  - Sedan den norska huvudstaden Oslo brann ner 1624 har den återuppbyggda staden haft namnet Kristiania efter den dåvarande dansk-norske kungen Kristian IV. Denna dag återtas dock det gamla namnet Oslo.
  - Lite mer än nio månader efter att Sveriges radio har grundats, under namnet AB Radiotjänst, inleds dess första radiosändningar, genom att Sven Jerring klockan 10.55 påannonserar en utsändning av högmässan från Sankt Jakobs kyrka i Stockholm. Radioprogrammet är till en början blygsamt, med några timmar varje kväll, men snart utökas det med en halvtimme mitt på dagen och redan 1933 sänder Radiotjänst ungefär åtta timmars radio om dagen.
- 1926 – Den uppländska köpingen Lidingö, som har bildats 1910 genom ombildning av Lidingö landskommun, får stadsprivilegium och blir Lidingö stad. Vid kommunreformen 1971 ombildas den till Lidingö kommun.
- 1928 – Var verksamheten på Centrala Flygverkstaden Västerås i full gång. Verkstadens syfte var främst reparation av flygplan och radiomateriel med en viss licenstillverkning av flygplan och detaljer till radioutrustning.
- 1929 – Den svenska arbetsdomstolen inrättas och har till uppgift att göra domstolsprövningar i arbetsrättsliga mål. Fackföreningar och arbetsgivare kan väcka talan direkt i arbetsdomstolen, medan enskilda arbetstagare väcker talan i tingsrätten, varvid arbetsdomstolen blir högsta instans.
- 1934 – Det amerikanska militärfortet Alcatraz, som ligger på ön Alcatraz Island i närheten av Golden Gate-bron i San Francisco, omvandlas till federalt fängelse, där alltså brottslingar från hela USA kan spärras in. Fram till stängningen 1963 försöker totalt 36 fångar fly, varav 15 omkommer under flyktförsöket och 18 åter infångas. Den 11 juni 1962 flyr fångarna Frank Lee Morris och John och Clarence Anglin, vilka aldrig infångas. Huruvida de lyckas fly är oklart, eftersom deras kroppar aldrig återfinns.
- 1939 – På mosaiska församlingens förslag godkänner svenska regeringen att ta emot omkring 1 000 judar från Tyskland som transitoflyktingar. Församlingen får ansvaret för dem och viseringstvång införs för alla utomnordiska flyktingar till landet.
- 1940 – Den värmländska orten Karlskoga, som har haft namnet sedan hertig Karls besök i slutet av 1500-talet, får stadsprivilegium och behåller namnet Karlskoga, även om det är på förslag att den nya staden ska anta namnet Bofors.
- 1941 – Fem procents omsättningsskatt (oms) införs på så gott som all försäljning i Sverige. Anledningen är att man under det rådande andra världskriget vill öka statens inkomster och efter kriget (1947) avskaffas omsen, för att sedan återinföras 1960.
- 1942
  - Den hälsingska köpingen Bollnäs slås samman med Björkhamre och bildar Bollnäs stad, som 1971 blir Bollnäs kommun.
  - Kumla landskommun i Närke får stadsprivilegium och bildar Kumla stad, vilken 1971 ombildas till Kumla kommun.
  - All offentlig belysning i Sverige inskränks och reklamskyltarna släcks. Detta är del av de allmänna mörkläggningskampanjer, som förs över större delen av Europa, för att besättningen på fientliga plan inte ska se att fälla bomber över landets territorium (för Sveriges del främst för att inte krigförande länders plan av misstag ska fälla bomber här).
- 1944 – Det gamla svenska radioanropet Stockholm-Motala, som har använts för att Radiotjänst har sitt säte i Stockholm, men utsändningarna har skett via den kraftiga radiosändaren i Motala, byts ut mot Sveriges Radio.
- 1947
  - Den danska fackföreningen Husassistenternas Fagforbund, som arbetar för att förbättra tjänsteflickornas arbetsförhållanden, byter namn till Husligt Arbejderforbund efter ett beslut föregående år.[8]
  - Källskatt (alltså att skatten dras från lönen innan löntagaren har fått pengarna, istället för att man ska behöva spara en del av lönen till skatt, som betalas in efteråt) införs i Sverige. För att underlätta detta införs samma dag personnummer, där samtliga svenska medborgare får ett niosiffrigt nummer, varav de första sex siffrorna utgör personens födelsedatum och de sista tre siffrorna är födelsenummer, som bland annat talar om vilket kön man har. En fjärde kontrollsiffra införs 1967.
- 1948
  - Den nya svenska rättegångsbalken, som har antagits 1942, träder i kraft och är den ännu (2025) gällande.
  - En ny svensk lag om folkpension träder i kraft. I och med denna blir pensionen inte längre inkomstprövad och blir också en rättighet för alla svenska medborgare.

### 1950–1974
- 1951 – Den värmländska köpingen Säffle får stadsprivilegium och blir därmed den sista svenska ort, som blir stad. Efter följande års kommunreform försvinner nämligen anledningen att utdela stadsprivilegier.
- 1952 – Det svenska förbudet mot kloster, som har funnits sedan reformationen på 1500-talet, avskaffas och därmed blir det åter tillåtet att grunda kloster i Sverige. Det dröjer dock till 1963, innan Sveriges första moderna kloster grundas i skånska Glumslöv och även om den en gång svenska Birgittinorden har kunnat återvända till Sverige 1935 är det inte förrän samma år, som dess kloster i Vadstena återupprättas.
- 1954 – Riktpriser, som är en rekommendation för prissättningen på varor och tjänster, införs i Sverige. Prissättningen blir dock fri i och med detta, så svenska affärer kan sätta vilka priser de vill.
- 1955 – Lagen om allmän, obligatorisk sjukförsäkring, som har antagits av Sveriges riksdag 1947, träder i kraft. Därmed omfattas alla svenska medborgare av det sociala skydd, som den innebär.
- 1956 – Den gemensamma brittisk-egyptiska kolonin Sudan blir helt självständig från sina moderländer,[9] efter att landet har haft självstyre sedan 1952, och blir republik med namnet Sudan. Redan före självständigheten har ett inbördeskrig utbrutit, vilket kommer att vara till 1972 och tio år senare utbryter på nytt.
- 1959 – Den kubanska revolutionen avslutas, då president Fulgencio Batista flyr från Kuba och den kommunistiska gerillan under Fidel Castros ledning intar huvudstaden Havanna. Därmed tar kommunisterna makten i landet och Castro förblir i praktiken dess ledare fram till 2008, även om han till en början är premiärminister och först 1976 formellt blir president.
- 1960
  - Kolonialmakten Frankrike och Förenta nationerna beviljar den afrikanska kolonin Kamerun självständighet,[10] sedan det har rått oroligheter i landet ända sedan andra världskrigets slut.
  - Den svenska omsättningsskatten, som under andra världskriget uttogs med fyra procent på all försäljning, men avskaffades 1947, återinförs, men nu med fyra procent. 1969 ersätts den av mervärdesskatt (moms).
- 1961 – En ny svensk barnavårdslag införs, vilken ersätter den gamla från 1924.[11] Denna gäller fram till 1982, då den ersätts av socialtjänstlagen och lag med särskilda bestämmelser om vård av unga (LVU).
- 1965 – Det svenska polisväsendet, som tidigare har varit kommunalt, förstatligas och landet indelas i 119 polisdistrikt (mot tidigare 554). Rikspolisstyrelsen blir central myndighet för polisen och leds av rikspolischefen. I och med denna reform tas också den sedan 1840 använda sabeln bort från polisens utrustning.
- 1967
  - AB Stockholms Spårvägar, som har funnits sedan 1915, byter namn till Storstockholms Lokaltrafik, då man ända sedan 1925 har bedrivit annan kollektivtrafik än just spårvägstrafik i form av bland annat busstrafik.
  - En ny svensk affärstidslag införs, vilken ger affärerna rätt att ha kvällsöppet.
  - En mindre svensk kommunsammanslagning genomförs, varvid 95 av Sveriges kommuner försvinner, då de uppgår i andra kommuner. Endast fyra år senare genomförs en större kommunreform, då städerna avskaffas och flera kommunsammanslagningar genomförs.
  - Samtliga tullar inom Europeiska frihandelssammanslutningen (EFTA) avskaffas. Det blir därmed tullfritt att sälja varor mellan organisationens medlemsländer (Danmark, Norge, Portugal, Schweiz, Storbritannien, Sverige och Österrike).
- 1968 – Det svenska ecklesiastikdepartementet, som har sysslat med skol- och kyrkofrågor, byter namn till utbildningsdepartementet och kommer från och med nu enbart att handha frågor som rör utbildning. Departementschefen bytte titel från ecklesiastikminister till utbildningsminister redan 15 december året innan.
- 1969 – Den svenska omsättningsskatten (oms) ersätts av mervärdesskatt (moms). Skillnaden mellan dessa är att oms endast har uttagits på slutförsäljningen av varor och tjänster, medan moms även uttas på alla mellanled.
- 1970
  - Statsföretag AB bildas för att förvalta de offentliga företagen i Sverige. De har tillsammans 29 000 anställda. 1985 byter företaget namn till Procordia, men upplöses 1993.
  - En ny lag ger svenska utomäktenskapliga barn samma arvsrätt efter sina föräldrar som barn födda inom äktenskapet[12] samt rätt att ta faderns efternamn.[13]
  - Förbud mot professionell boxning införs i Sverige efter ett beslut i riksdagen 26 november året innan. Under 1980- och 1990-talen avslås flera motioner om att åter tillåta sporten, men 2007 är det åter tillåtet att utöva den, om man har länsstyrelsens tillstånd.
- 1971
  - I en stor svensk kommunreform avskaffas de olika typer av kommuner, som tidigare har funnits i landet, för att ersättas med en enhetlig typ. I och med detta avskaffas också begreppet stad (vilket en del orter på senare år dock återtar) och antalet kommuner minskar genom sammanslagningar från ungefär 1 000 till som minst 277 i mitten av 1970-talet.
  - Så kallad ångervecka införs i Sverige på postorder-, telefon- och hemförsäljning. Detta ger kunden rätt att inom två veckor efter köptillfället häva köpet vid dessa typer av försäljning.
  - Det svenska riksskatteverket (RSV) inleder sin verksamhet. Det handhar frågor om beskattning, folkbokföring, bouppteckningar och indrivning.
  - Det gamla svenska gymnasiet, fackskolan och yrkesskolan slås samman och ersätts av den enhetliga skolformen gymnasieskolan.
- 1973 – Danmark, Irland och Storbritannien går med i Europeiska ekonomiska gemenskapen (EEC). Därmed lämnar Danmark och Storbritannien EFTA.

### 1975–1999
- 1975 – Den nya svenska regeringsformen träder i kraft. Första kammaren avskaffas och kungens roll blir symbolisk. Kommunernas rätt till självstyre och beskattning grundlagsfästs. Regeringsformen omfattar 13 kapitel med grundläggande bestämmelser om Sveriges statsskick. Här fastslås, att all offentlig makt utgår från folket, att folkstyrelsen bygger på fri åsiktsbildning och att alla människor är lika inför lagen och har lika rösträtt. Därmed är också parlamentarismen officiellt inskriven i grundlagen, trots att den i praktiken har gällt i landet sedan 1917.
- 1977 – Den svenska medbestämmandelagen (MBL), som reglerar förhållandet mellan arbetsgivare och arbetstagare, träder i kraft.
- 1978 – Svenskt Stål AB (SSAB) bildas efter ett riksdagsbeslut. Det tar över ståltillverkningen från de krisdrabbade företagen Stora Kopparbergs Bergslags AB, Gränges AB och Norrbottens Järnverk AB.
- 1980 – En ändring av den svenska successionsordningen träder i kraft, vilken innebär att kronan från och med nu ska ärvas av regentens äldsta barn, oavsett kön (tidigare gick söner före döttrar). Den knappt åtta månader gamle prins Carl Philip, som dittills har varit Sveriges kronprins, förlorar därmed denna titel (han är från och med nu enbart prins) och hans äldre syster Victoria blir Sveriges kronprinsessa.
- 1981 – Grekland blir medlem av Europeiska ekonomiska gemenskapen (EEC).
- 1984
  - Spanien och Portugal blir medlemmar av Europeiska ekonomiska gemenskapen (EEC).
  - Det brittiska protektoratet Brunei, som ligger på den sydostasiatiska ön Borneos nordkust, blir helt självständigt. Det har varit sultanat sedan 1400-talet och detta ändras inte vid självständigheten, utan sultan Hassanal Bolkiah, som har innehaft posten sedan 1967, fortsätter att vara landets statsöverhuvud och är så än idag (2025).
- 1985 – Den amerikanska musikvideokanalen VH1 inleder sina sändningar. Den vänder sig till en något äldre publik än föregångaren MTV.
- 1988 – Asea och Brown Boveri gick samman och bildade ABB (Asea Brown Boveri Ltd), ett av världens största företag med inriktning mot elkraft.
- 1990
  - Alf Lindahls Advokatbyrå i Stockholm, Dag Magnussons Advokatbyrå i Göteborg, Advokatfirman Lundius, Laurin och Ljungholm i Malmö, Lund och Kristianstad, Advokaterna Ramberg och Stenström i Helsingborg samt Carlbäck & Partners i Örebro går samman och bildar Advokatfirman Lindahl med säte i Stockholm och med namn efter den äldste delägaren Magnus Lindahl. Firman blir en av Sveriges största advokatbyråer och har idag (2025) omkring 370 anställda, varav 250 jurister.
  - Västerås firar tusenårsjubileum.
- 1993
  - Tjeckoslovakien upplöses och delas i Tjeckien och Slovakien.[14]
  - En höjning av den svenska bensinskatten med en krona träder i kraft och ger Sverige det högsta bensinpriset i Europa.[15]
- 1994
  - Den revolutionära vänsterrörelsen zapatisterna inleder ett uppror mot mexikanska staten i den sydliga delstaten Chiapas, vilket pågår än idag (2025).
  - Polis ingriper mot Harry Franzén, som säljer vin i sin ICA-butik i skånska Röstånga. Han åberopar Europeiska unionens monopolförbud, för att få sälja vin i en vanlig affär, trots att Sverige inte är medlem av EU.
- 1995 – Sverige, Finland och Österrike blir medlemmar i Europeiska unionen (EU), som därmed utökas från 12 till 15 medlemsstater. I och med detta lämnar dessa länder också EFTA, som sedan dess består av Island, Liechtenstein, Norge och Schweiz.
- 1997
  - Två svenska länsreformer genomförs, då Kopparbergs län byter namn till Dalarnas län, samtidigt som Malmöhus och Kristianstads län slås samman och bildar Skåne län.
  - En länsreform genomförs i Finland, då de dåvarande elva länen slås samman till fem stycken (med undantag för Åland, som står utanför länsindelningen). 2010 avskaffas de finska länen och ersätts av regioner.
- 1998
  - i Sverige bildas Västra Götalands län genom att Skaraborgs och Älvsborgs samt Göteborgs och Bohus län slås samman.
  - Stockholm blir Europas kulturhuvudstad för året, vilket är enda gången en svensk stad har haft denna ställning (2014 är dock Umeå utsedd att vara kulturhuvudstad).
- 1999
  - Ett år efter att Västra Götalands län har grundats bildas även ett gemensamt landsting för länet, genom att landstingen i de tidigare länen slås samman.
  - Euron införs som valuta i Belgien, Finland, Frankrike, Irland, Italien, Luxemburg, Nederländerna, Portugal, Spanien, Tyskland och Österrike.

### 2000–2009
- 2000
  - Svenska kyrkan skiljs från svenska staten. Därmed har Sverige inte längre någon officiell statskyrka och Svenska kyrkan blir ett trosförbund på lika villkor med övriga i Sverige.[16]
  - Köptes ABB Atom av British Nuclear Fuel Ltd (BNFL) och fick genom integrering i  Westinghouse Electric Company namnet Westinghouse Atom AB. Tre år senare bytte företaget namn till Westinghouse Electric Sweden AB för att förstärka företagets globala kännemärke. Westinghouse ägs sedan oktober 2006 av Toshibagruppen.
- 2001 – En ny svensk namnlängd antas, vilken är tänkt att skapa ordning i den förvirring, som har rått i almanackan under 1990-talet.
- 2002 – Euroområdet invigs och euron ersätter de nationella valutorna i 12 av EU:s dåvarande 15 medlemsländer (Danmark, Storbritannien och Sverige är ej med i euroområdet). 11 av euroländerna har infört den nya valutan 1999 (Grekland införde den 2001) och under tiden fram tills nu har cirkuleringen av de gamla valutorna gradvis ersatts av euron (i form av sedlar och mynt), men från och med denna dag är de gamla valutorna ogiltigt betalningsmedel i medlemsländerna.
- 2003
  - Den finska kommunen Veckelax försvinner, då den införlivas i Fredrikshamn.
  - Knivsta i Uppland blir en egen kommun, då den frigörs från Uppsala kommun, som den har ingått i sedan 1970.
- 2004
  - I Finland bildas kommunen Pieksänmaa bildas då Jäppilä, Pieksämäki landskommun och Virtasalmi slås samman. Redan tre år senare, den 1 januari 2007, försvinner kommunen, då den slås samman med staden Pieksämäki.
  - Orterna Pudasjärvi och Ylöjärvi i Finland får stadsstatus.
- 2005
  - Orten Joutseno i Finland får stadsstatus.
  - Kommunerna Saari och Uguniemi i Finland försvinner, då de sammanslås med Parikkala.
- 2006 – Det svenska politiska partiet Piratpartiet grundas av Rickard Falkvinge. Det är ett enfrågeparti, eftersom det verkar för begränsning av upphovsrätt och patent, men inte tar ställning i andra politiska frågor.
- 2007
  - Heby kommun i Sverige överförs från Västmanlands till Uppsala län.
  - Rumänien och Bulgarien blir medlemmar i Europeiska unionen.
  - Slovenien inför euron som valuta.
- 2008 – Cypern och Malta inför euron som valuta.
- 2009
  - Den svenska FRA-lagen, som ger Försvarets radioanstalt rätt att bedriva signalspaning på kabelburen trafik som passerar Sveriges gränser, träder i kraft. Den blir både innan och efter starkt kritiserad och anses vara ett starkt intrång i den personliga integriteten.
  - Den svenska diskrimineringsombudsmannen (DO) inrättas, med uppgift att se till att svenska lagar mot diskriminering efterlevs.
  - Slovakien inför euron som valuta.

### 2010–
- 2010 – Finlands län, som har funnits sedan införandet av den svenska länsindelningen 1634, avskaffas och ersätts av regioner, ledda av varsitt Regionförvaltningsverk.
- 2011 – Estland inför euron som valuta.
- 2014 – Folkhälsomyndigheten bildas genom en sammanslagning av de tidigare statliga myndigheterna Smittskyddsinstitutet och Statens folkhälsoinstitut.

## Födda
- 766 – Ali ibn Musa ar-Rida, muslimsk shiaimam
- 1431 – Alexander VI, född Rodrigo Lanzol-Borja y Borja, påve från 1492
- 1449 – Lorenzo de' Medici, florentinsk statsman
- 1467 – Sigismund I, kung av Polen från 1506
- 1484 – Huldrych Zwingli, schweizisk reformator
- 1502 – Gregorius XIII, född Ugo Boncompagni påve från 1572
- 1516 – Margareta Eriksdotter (Leijonhufvud), Sveriges drottning från 1536 (gift med Gustav Vasa)
- 1548 – Giordano Bruno, italiensk filosof
- 1559 – Virginia, frillodotter till Erik XIV och Agda Persdotter
- 1615 – Seved Bååth, svensk ämbetsman, president för Svea hovrätt 1661–1668, Sveriges riksskattmästare från 1668
- 1618 – Bartolomé Esteban Murillo, spansk målare
- 1624 – Olov Svebilius, svensk kyrkoman, ärkebiskop i Uppsala stift från 1681
- 1650 – George Rooke, engelsk amiral
- 1697 – Joseph François Dupleix, fransk generalguvernör i Indien
- 1705 – Adolf Mörner, svensk friherre, greve av Morlanda
- 1735 – Paul Revere, amerikansk silversmed och soldat under amerikanska revolutionskriget
- 1747 – Henrik Gahn den äldre, svensk läkare
- 1752 – Betsy Ross, amerikansk sömmerska, som sydde den allra första amerikanska flaggan 1776
- 1810 – Warren Winslow, amerikansk demokratisk politiker, guvernör i North Carolina 1854–1855
- 1814 – William Bigler, amerikansk demokratisk politiker, guvernör i Pennsylvania 1852–1855 och senator för samma delstat 1856–1861
- 1821 – Jonas Jonasson i Rasslebygd, svensk hemmansägare och riksdagspolitiker
- 1823 – Sandor Petöfi, ungersk nationalskald och revolutionsledare
- 1832 – Charles N. Felton, amerikansk republikansk politiker, senator för Kalifornien 1891–1893
- 1833 – Johan Alfred Ahlström, svensk tonsättare, kyrkomusiker, kördirigent och musikpedagog
- 1838 – Ernst Linder den äldre, finländsk godsägare och tidningsman
- 1839 – Maria Ramé, brittisk författare med pseudonymen Ouida
- 1842 – Knut Fredrik Söderwall, svensk professor i nordiska språk vid Lunds universitet, ledamot av Svenska Akademien från 1892
- 1853 – Harry A. Richardson, amerikansk republikansk politiker, senator för Delaware 1907–1913
- 1854 – George Earle Chamberlain, amerikansk demokratisk politiker, guvernör i Oregon 1903–1909 och senator för samma delstat 1909–1921
- 1863 – Pierre de Coubertin, fransk historiker och pedagog, initiativtagare till de moderna olympiska spelen
- 1864 – Alfred Stieglitz, amerikansk fotograf
- 1866 – James J. Corbett, amerikansk boxare, världsmästare i tungvikt 1892–1897
- 1873 – Gustavo Giovannoni, italiensk arkitekt
- 1874
  - Frank Knox, amerikansk politiker och publicist, USA:s marinminister från 1940
  - Gustave Whitehead, tysk-amerikansk flygpionjär
- 1883 – Tage Almqvist, svensk operettsångare och skådespelare
- 1884 – Edwin C. Johnson, amerikansk demokratisk politiker, senator för Colorado 1937–1955
- 1887 – Wilhelm Canaris, tysk amiral, chef för Tysklands militära underrättelsetjänst under andra världskriget
- 1891 – Charles Bickford, amerikansk skådespelare
- 1892
  - Manuel Roxas y Acuña, filippinsk politiker, Filippinernas president från 1946
  - Sven d'Ailly, svensk operasångare, lutspelare, teaterregissör och skådespelare
- 1895
  - Jack Beresford, brittisk roddare
  - J. Edgar Hoover, amerikansk jurist, chef för den federala amerikanska polisen (FBI) från 1924
- 1900 – Chiune Sugihara, japansk diplomat
- 1909
  - Dana Andrews, amerikansk skådespelare
  - Barry Goldwater, amerikansk politiker, senator för Arizona 1969–1987
- 1911 – Arne Hendriksen, norsk-svensk operasångare
- 1912 – Kim Philby, brittisk spion och dubbelagent
- 1919
  - Carole Landis, amerikansk skådespelare
  - J.D. Salinger, amerikansk författare
- 1920 – Osvaldo Cavandoli, italiensk tecknare med pseudonymen Cava, i Sverige mest känd för de tecknade kortfilmerna om Linus på linjen
- 1922
  - William O. Cowger, amerikansk republikansk politiker
  - Nelson Doi, amerikansk demokratisk politiker
  - Ernest Hollings, amerikansk demokratisk politiker, senator för South Carolina 1966–2005
  - Ensio Siilasvuo, finländsk general
- 1923
  - Sembène Ousmane, senegalesisk författare
  - Kenne Fant, svensk skådespelare
- 1928 – Camara Laye, guineansk författare
- 1929
  - Cordelia Edvardson, svensk författare och journalist
  - Wilhy Sandberg, svensk dansare och koreograf
- 1938
  - Frank Langella, amerikansk skådespelare
  - Picko Troberg, svensk racerförare
- 1940 – Robert Clifford Olson, kanadensisk seriemördare
- 1941 – Martin Evans, brittisk genetiker, mottagare av Nobelpriset i fysiologi eller medicin 2007
- 1945
  - Jacky Ickx, belgisk racerförare
  - Muammer Özer, svensk-turkisk regissör, fotograf, filmproducent och manusförfattare
- 1946
  - Carl B. Hamilton, svensk professor och folkpartistisk politiker, riksdagsledamot 1991–1993, 1994 och 1997–2014
  - Roberto Rivelino, brasiliansk fotbollsspelare
- 1954 – Richard Gibson, brittisk skådespelare
- 1960 – Mark Walter, amerikansk företagsledare
- 1962 – Richard Roxburgh, australisk skådespelare
- 1965 – John Sullivan, amerikansk republikansk politiker
- 1966 – Embeth Davidtz, amerikansk skådespelare
- 1968 – Davor Šuker, kroatisk fotbollsspelare
- 1970 – Michelle Gildernew, nordirländsk politiker för partiet Sinn Féin
- 1971 – Jyotiraditya Scindia, indisk politiker
- 1972 – Lilian Thuram, fransk fotbollsspelare
- 1975 – Marko Lehtosalo, sverigefinländsk artist, rapmusiker och skådespelare med artistnamnet Markoolio
- 1976 – Mile Smodlaka, kroatisk vattenpolospelare
- 1980 – Elin Nordegren, svensk fotomodell
- 1981 – Jonas Armstrong, irländsk skådespelare
- 1983 – Markus Virta, svensk teaterregissör översättare och musikalartist.
- 1984 – Paolo Guerrero, peruansk fotbollsspelare
- 1990 – Anastasia Lin, kinesisk-kanadensisk skådespelare, skönhetsdrottning och människorättsaktivist
- 1991 – Tex Williamsson, svensk ishockeymålvakt
- 1992 – Shane Duffy, irländsk fotbollsspelare

## Avlidna
- 379 – Basileios den store, biskop av Caesarea i Kappadokien, kristen kyrkolärare och helgon
- 898 – Odo, kung av Västfrankiska riket
- 1204 – Håkon Sverresson, kung av Norge
- 1387 – Karl II, kung av Navarra
- 1515 – Ludvig XII, kung av Frankrike och av Neapel
- 1559 – Kristian III, kung av Danmark och Norge
- 1574 – Johannes Nicolai Ofeegh, biskop i Västerås stift
- 1591 – Andreas Laurentii Björnram, svensk kyrkoman, ärkebiskop i Uppsala stift
- 1617 – Hendrick Goltzius, nederländsk konstnär
- 1748 – Johann Bernoulli, schweizisk matematiker
- 1782 – Johann Christian Bach, tysk-brittisk tonsättare
- 1869 – Martin W. Bates, amerikansk politiker, senator för Delaware
- 1877 – Julie Berwald, svensk operasångare
- 1881 – Louis Auguste Blanqui, fransk teoretiker, socialist, revolutionär och politisk aktivist
- 1894 – Heinrich Hertz, tysk fysiker
- 1905
  - Mabel Cahill, irländsk tennisspelare
  - Edward Sederholm, svensk riksgäldsfullmäktig och riksdagsman
- 1920 – Zygmunt Gorazdowski, polsk präst och helgon
- 1931 – Hjalmar Bergman, svensk författare
- 1936 – Roger Allin, engelsk-amerikansk politiker, guvernör i North Dakota
- 1939 – Albin Belar, slovensk seismolog, naturforskare, miljökämpe och uppfinnare
- 1940 – Oscar Johanson, svensk lantbrukare, arbetare och politiker
- 1947 – Pearl Argyle, brittisk ballerina
- 1953 – Hank Williams, amerikansk countrysångare
- 1961 – Ernst Brunman, svensk operettsångare och skådespelare
- 1966 – Vincent Auriol, fransk politiker, tillförordnad ordförande i Frankrikes provisoriska regering, Frankrikes president
- 1972 – Maurice Chevalier, fransk skådespelare och sångare
- 1991 – Inga Gentzel, svensk sångare och friidrottare
- 1992 – Grace Hopper, amerikansk datorpionjär
- 1993 – Ross Bass, amerikansk demokratisk politiker
- 1994 – Cesar Romero, amerikansk skådespelare
- 1995 – Eugene Wigner, ungersk-amerikansk matematiker och fysiker, mottagare av Nobelpriset i fysik 1963
- 1998 – Åke Seyffarth, svensk skridskoåkare och cyklist
- 2001 – Ray Walston, amerikansk skådespelare
- 2002 – Julia Phillips, amerikansk filmproducent och författare
- 2003 – Joe Foss, amerikanskt flygaräss och republikansk politiker
- 2004 – Mikko Juva, finländsk kyrkoman, Finlands ärkebiskop
- 2005 – Shirley Chisholm, amerikansk politiker
- 2007 – Tillie Olsen, amerikansk feministisk författare
- 2008 – Erich Kästner, tysk jurist, den siste tyske veteranen från första världskriget
- 2009
  - Claiborne Pell, amerikansk demokratisk politiker, senator för Rhode Island
  - Aarne Arvonen, Finlands äldste man någonsin
  - Edmund Purdom, brittisk skådespelare
  - Johannes Mario Simmel, österrikisk författare
  - Helen Suzman, sydafrikansk politiker och apartheidmotståndare
- 2010
  - Periyasamy Chandrasekaran, lankesisk politiker
  - Mohamed Rahmat, malaysisk politiker, Malaysias informationsminister
  - Lhasa de Sela, amerikansk sångare
  - Gregory Slay, amerikansk musiker
  - John Shelton Wilder, amerikansk politiker
- 2011
  - Marin Constantin, rumänsk kompositör
  - Charles Fambrough, amerikansk musiker
  - Gerd Michael Henneberg, tysk skådespelare
  - Flemming ”Bamse” Jørgensen, 63, dansk skådespelare och sångare
  - John Olguin, amerikanskfödd mexikansk museichef
  - Pradeep Vijayakar, indisk sportjournalist
  - Faizal Yusof, malaysisk skådespelare
- 2012
  - Jorge Andrés Martínez Boero, argentinsk tävlingsmotorcyklist
  - Anders Frandsen, dansk sångare och programledare
  - Kiro Gligorov, makedonsk politiker, Makedoniens president
  - Carlos Soria, argentinsk politiker, chef för Argentinas underrättelsetjänst, guvernör i Río Negro
  - Yafa Yarkoni, israelisk sångare
- 2013
  - Christopher Martin-Jenkins, brittisk cricketjournalist
  - Patti Page, amerikansk sångare
- 2014 – Juanita Moore, amerikansk skådespelare
- 2015
  - Ulrich Beck, tysk sociolog
  - Mario Cuomo, amerikansk demokratisk politiker, guvernör i New York
  - Bo Fransson, svensk travjournalist, travexpert på radiosporten
  - Omar Karami, libanesisk politiker
- 2016
  - Dale Bumpers, amerikansk demokratisk politiker
  - Brian Johns, australisk affärsman, VD för ABC
  - Gilbert Kaplan, amerikansk ekonomijournalist, förläggare, amatördirigent och Gustav Mahler-kännare
  - Michael Oxley, amerikansk republikansk politiker
  - Vilmos Zsigmond, ungersk-amerikansk filmfotograf
- 2020 – David Stern, amerikansk advokat och vicepresident för den amerikanska basketligan National Basketball Association
- 2022 – Per Carleson, svensk ljudtekniker, mixare, regissör, manusförfattare, producent, kompositör och filmklippare
- 2024 – James Herbert Brennan, irländsk (nordirländsk) författare